# سیارک ۲۶۹۵
سیارک ۲۶۹۵ (به انگلیسی: 2695 Christabel، نامگذاری:1979UE) دو هزار و ششصد و نود و پنجمین سیارک کشف شده‌است که در ۱۷ اکتبر ۱۹۷۹ کشف شد.
قدر مطلق سیارک برابر ۱۲٫۳۰ است.